# Follow Me (chanson)
Pour les articles homonymes, voir Follow Me (homonymie).
Follow Me est une chanson de la chanteuse française Amanda Lear réalisée en 1978 par Ariola Records.

## Informations sur la chanson
Follow Me est réalisée pour être le premier single du second album d'Amanda Lear, Sweet Revenge au printemps 1978. La face B du single est Mother, Look What They've Done to Me dans la plupart des pays. La seule exception en Europe est l'Espagne avec Run Baby Run qui devient plus tard la seconde face A extrait de l'album et le single porte le sous-titre de Sigueme. Au Canada, la face B sera Enigma (Give a Bit of Mmh to Me), plus tard un single tiré à part de l'album.
Amanda Lear écrit les paroles elle-même, comme elle le fera sur chaque morceau de Sweet Revenge et la musique est composée par Anthony Monn, son producteur et collaborateur de longue date. Musicalement, Follow Me affiche un son disco mainstream, populaire dans la seconde moitié des années 1970. Cependant, il contient des éléments symphoniques et révèle une inspiration venue du travail novateur du groupe allemand Kraftwerk. Le sujet des paroles de la chanson est la séduction. C'est le premier des cinq morceaux de Sweet Revenge, qui font un tout compact sur l'album, une suite conceptuelle parlant de l'histoire d'une fille qui est tentée par un Diable. Une version alternative de Follow Me dépasse la suite, présentée comme Follow Me (Reprise) et contient des paroles différentes. Un remix de 10 minutes par Wally MacDonald de la chanson est réalisé au Canada, c'est un mélange de la version originale et de la reprise.
Cette chanson devient le plus grand hit d'Amanda jusqu'à aujourd'hui et reste son titre phare. Le single atteint le Top 10 dans pas moins de six pays européens, y compris l'Allemagne, les Pays-Bas et la France, et vend un nombre estimé à 2 millions de copies dans le monde. En France, la chanson reste 5 semaines dans le top 15 des ventes, dont deux à la 6ème place en septembre 1978, son plus haut classement. La chanteuse la chante dans nombre d'émissions de télévision dont les séries TV Disco ou Musikladen.
Elle est à l'honneur du film mondo Follow Me, suivez-moi (Follie di notte), sorti la même année, où Amanda Lear fait office de guide de la vie nocturne de plusieurs villes européennes. La chanson a été plus récemment utilisée dans le film Dallas Buyers Club.
En 2023, elle est utilisée pour la publicité du parfum Coco Mademoiselle de l'illustre maison Chanel. En janvier 2025, alors que la publicité de Chanel est toujours diffusée, une reprise de la chanson par le groupe Special Interest est choisie pour la publicité de la Apple Watch Series 10 d'Apple.

## Ré-enregistrements
Amanda enregistre plusieurs reprises de Follow Me dans les années suivantes pour relancer sa carrière. En 1987, la chanson est remixée et réalisée à la fois sur le single 7" et le single 12". Deux ans plus tard, le DJ anglais Ian Levine produit une version Hi-NRG de Follow Me et de Gold qui furent réalisées comme un single commercial double de face A, sur vinyle et CD.
1993 vit la réalisation d'une autre version de Follow Me. Cette fois, Lear fournit la reprise avec des vocaux nouvellement enregistrés et l'inclut dans son album studio pour son comeback, Cadavrexquis. Cette version n'aura pas de version single mais une vidéo en est extraite et deux ans plus tard Lear la chante pour le concert La fièvre du disco à Paris. La chanson est encore enregistrée en 1998 pour l'album Back in Your Arms. Lear enregistre une nouvelle version au début des années 2000, et une autre en 2016 dans son album Let Me Entertain You.
En 2001, le chanteur et producteur Bertrand Burgalat reprend la chanson, qui figure sur le disque « Bertrand Burgalat Meets A.S Dragon », puis à nouveau en 2014 avec le chanteur québécois Jef Barbara, sur l’album live « La Nuit est là ».
En 2006, le chanteur espagnol Pedro Marín reprend la chanson sur son disque Diamonds, un album hommage incluant des interprétations des morceaux choisis d'Amanda Lear. Sa version fut réalisée pour un single.
En 2009, le chanteur Mathieu Rosaz la reprend dans une version piano-voix sur son album La tête haute quitte à me la faire couper !
Le groupe de punk rock américain Special Interest reprend la chanson en 2022.

## Vidéoclips
En 1978, Amanda Lear tourne le vidéoclip Follow Me pour le show TV allemand Musikladen. Il montre Amanda Lear chantant la chanson-titre devant la caméra. La chanteuse porte un manteau noir qu'elle enlève ensuite, sa tenue rose brillant caractéristique se révèle. Le film d'Amanda tiré de la reprise de l'album Sweet Revenge est projeté derrière elle, aussi bien que par un ciel nocturne plein d'étoiles. Le clip a été produit en utilisant la technique de l'incrustation comme chaque vidéo que Lear a fait pour Musikladen.
En 1978 aussi, un autre vidéoclip est produit pour la chanson, cette fois comme une partie du show TV italien Stryx. Amanda porte encore un manteau noir dans celui-ci, seulement cette fois révélant une autre tenue en dessous. La vidéo est mise en scène par Enzo Trapani. Au début des années 1980, l'émission spéciale de la télévision italienne Ma chi è Amanda? présente une nouvelle vidéo de Follow Me.
Un vidéoclip est produit pour le ré-enregistrement de 1993 avec Amanda Lear chantant la chanson devant un arrière-plan vert.

## Liste des disques et chansons
- 7" Single (1978)[8],[9]

A. Follow Me - 3:52
B. Mother, Look What They've Done to Me - 4:25
- Spanish 7" Single (1978)[1]

A. Follow Me (Sigueme) - 3:55
B. Run Baby Run - 4:25
- Canadian 12" Single (1978)[10]

A. Follow Me - 10:48
B. Enigma (Give a Bit of Mmh to Me) - 5:08
- 7" Single (1987)[11]

A. Follow Me (New Mix) - 3:49
B. I'm a Mistery - 4:35
- 12" Single (1987)[12]

A. Follow Me (The Special 1987 Mix) - 7:18
B1. Follow Me (Radio Mix) - 3:49
B2. I'm a Mistery (Remix) - 5:18

## Classement dans les charts
| Chart (1978)   | Meilleure position |
| -------------- | ------------------ |
| Allemagne      | 3                  |
| Autriche       | 6                  |
| Suisse         | 7                  |
| Pays-Bas       | 3                  |
| Italie         | 9                  |
| France         | 6                  |
| Afrique du Sud | 3                  |